# Вишківська сільська рада (Долинський район)
| Вишківська сільська рада — орган місцевого самоврядування у Долинському районі Івано-Франківської області з адміністративним центром у с. Вишків. Водоймища на території, підпорядкованій даній раді: річка Мізунка. Сільській раді підпорядковані населені пункти: - с. Вишків |

## Склад ради
Рада складається з 16 депутатів та голови.

### Керівний склад ради
| ПІБ                       | Основні відомості                                                                             | Дата обрання | Дата звільнення |
| ------------------------- | --------------------------------------------------------------------------------------------- | ------------ | --------------- |
| Микуляк Анатолій Іванович | Сільський голова, 1967 року народження, освіта, член Всеукраїнського об'єднання «Батьківщина» | 26.03.2006   | 31.10.2010      |
| Халус Степан Іванович     | Сільський голова, 1985 року народження, освіта середня загальна                               | 31.10.2010   |                 |

Примітка: таблиця складена за даними джерела